# Boschhuizerbergen
Boschhuizerbergen, ook wel Boshuizerbergen, is een Natura 2000-gebied (classificatie:Hogere zandgronden, nummer 144) in de Nederlandse provincies Noord-Brabant en Limburg ten noordoosten van de plaats Venray tussen de spoorlijn Venlo-Nijmegen en Landgoed Geijsteren. Het is een stuifzandgebied waar in de 19e eeuw op grote schaal dennenbossen zijn aangeplant.
De oppervlakte van het Natura 2000-gebied is 278 ha. Het is in beheer bij Het Limburgs Landschap.
Het gebied bestaat voornamelijk uit dennenbos met een fraaie kern van jeneverbesstruweel en enkele ingesloten stuifzandhoekjes. Aan de noordoostzijde zijn in een laaggelegen zone enkele moerassige weilanden en broekbossen aanwezig. In het naastgelegen Smakterbroek behoren enkele voormalige akkers tot het bezit.

## Geschiedenis
In 1931 dreigde de Boschhuizerbergen geheel ontgonnen te worden; ook het toen al unieke jeneverbesstruweel liep gevaar. Het redden van dit unieke landschap was een van de aanleidingen voor de oprichting van Stichting het Limburgs Landschap. Gaande van zuidwest naar noordoost verandert het gebied. In het zuidwesten ligt, direct naast de spoorlijn en omringd door dennenbos het jeneverbesstruweel. Wandelend richting oost wordt een aantal grove dennenpercelen gepasseerd. Het beheer is nu gericht op het geleidelijk creëren van afwisseling, een proces dat vele tientallen jaren in beslag neemt. Aan de noordoostzijde van het gebied verandert de plantengroei, naaldhout maakt plaats voor berken.
Aan de rand van het vochtige gebied liggen enkele met sloten doorsneden graslandpercelen (Op den Buus), die deel uitmaken van een oude Maasmeander. De aangrenzende graslanden zijn tot 1996 voor landbouwdoeleinden gebruikt. Een van deze sloten is in 1999 afgedamd. Tevens is de verrijkte grond van dit weiland afgegraven. Nu is er dus een moerassig grasland ontstaan.